# Patamona
Patamona is een inheems volk, dat woonachtig is in Guyana en de Braziliaanse deelstaat Roraima. Ze bevinden zich voornamelijk in het Pacaraimagebergte in centraal Guyana. De Braziliaanse groep bevindt zich in Raposa Serra do Sol in Normandia, Roraima. Ze spreken Kapóng, een Caribische taal. Er zijn ongeveer 5.500 Patamona in Guyana (1990) en 198 in Brazilië (2014).

## Geschiedenis
Er is weinig bekend over de oudste geschiedenis van de Patamona. Het volk heeft altijd in het berggebied gewoond. De eerste contacten dateren van het begin van de 19e eeuw. Ze werden door William Hillhouse beschreven als goede bergbeklimmers. In de Yawong-vallei en aan de bovenloop van de Siparuni hebben archeologische opgravingen plaatsgevonden, en er is waarschijnlijk verwantschap met de Akawaio. Missionarissen hebben een groot deel van het volk gekerstend.
De naam Patamona betekent "het volk van de hemelen". De Kaieteurwaterval ("oude Kai waterval") is een van de heiligste plaatsen van de Patamona, en is vernoemd naar Kai, een oude leider wiens wens het was om aan de waterval te worden opgeofferd om het volk te bevrijden van een slechte tijd.

## Taal
De Patamona spreken Kapóng, een Caribische taal. Het is verwant met Macushi en Pemón, maar niet of nauwelijks onderling verstaanbaar. In Paramakatoi en andere grotere dorpen wordt ook Engels gesproken.
Akawaio · Arecuna · Arowakken (Lokono) · Karaïben (Kari’na) · Macushi · Patamona · Waiwai · Wapishana · Warau

Mawayana · Taruma · Trio